# Mario Kart Arcade GP 2
Mario Kart Arcade GP 2 är ett racingspel och uppföljaren till Mario Kart Arcade GP. Liksom sin föregångare är spelet utvecklat till arkadhårdvaran Triforce som tekniskt är mest likt en Gamecube.